# Freilichtmuseum Diesdorf
Das Freilichtmuseum Diesdorf ist ein Freilichtmuseum in Diesdorf in der westlichen Altmark im Altmarkkreis Salzwedel in Sachsen-Anhalt.

## Bedeutung

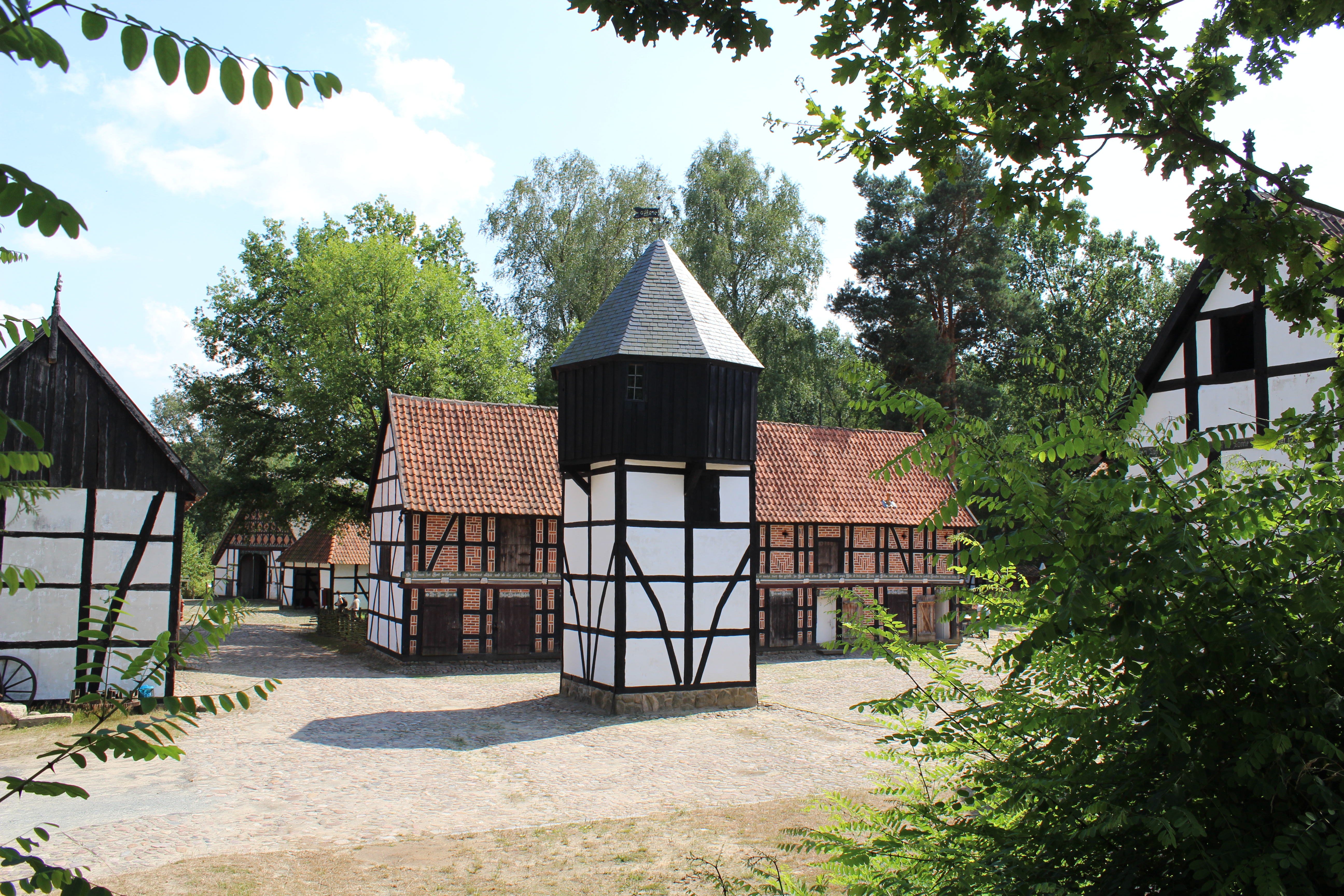
Vierseithof mit Taubenturm im Freilichtmuseum Diesdorf

Das 1911 gegründete Freilichtmuseum Diesdorf gehört zu den ältesten volkskundlichen Freilichtmuseen Deutschlands. Mehr als 25 Wohn- und Wirtschaftsgebäude wurden auf einer Fläche von rund sechs Hektar zu charakteristischen Hofformen angeordnet, darunter eine Bockwindmühle, eine Schmiede und eine Fachwerkkapelle sowie mehrere Speicher, Torhäuser und verschiedene Typen von Wohnhäusern. Gemeinsam mit den Bauerngärten, den Wasser- und Feldflächen vermitteln sie den Eindruck eines typisch altmärkischen Dorfes. Ausstellungen über Hopfenanbau, Flachsverarbeitung, textile Handarbeiten oder das Küfer- und Böttcherhandwerk vermitteln die Kultur und Lebensweise der Menschen in der Region Altmark zwischen dem 17. und 20. Jahrhundert.

## Geschichte

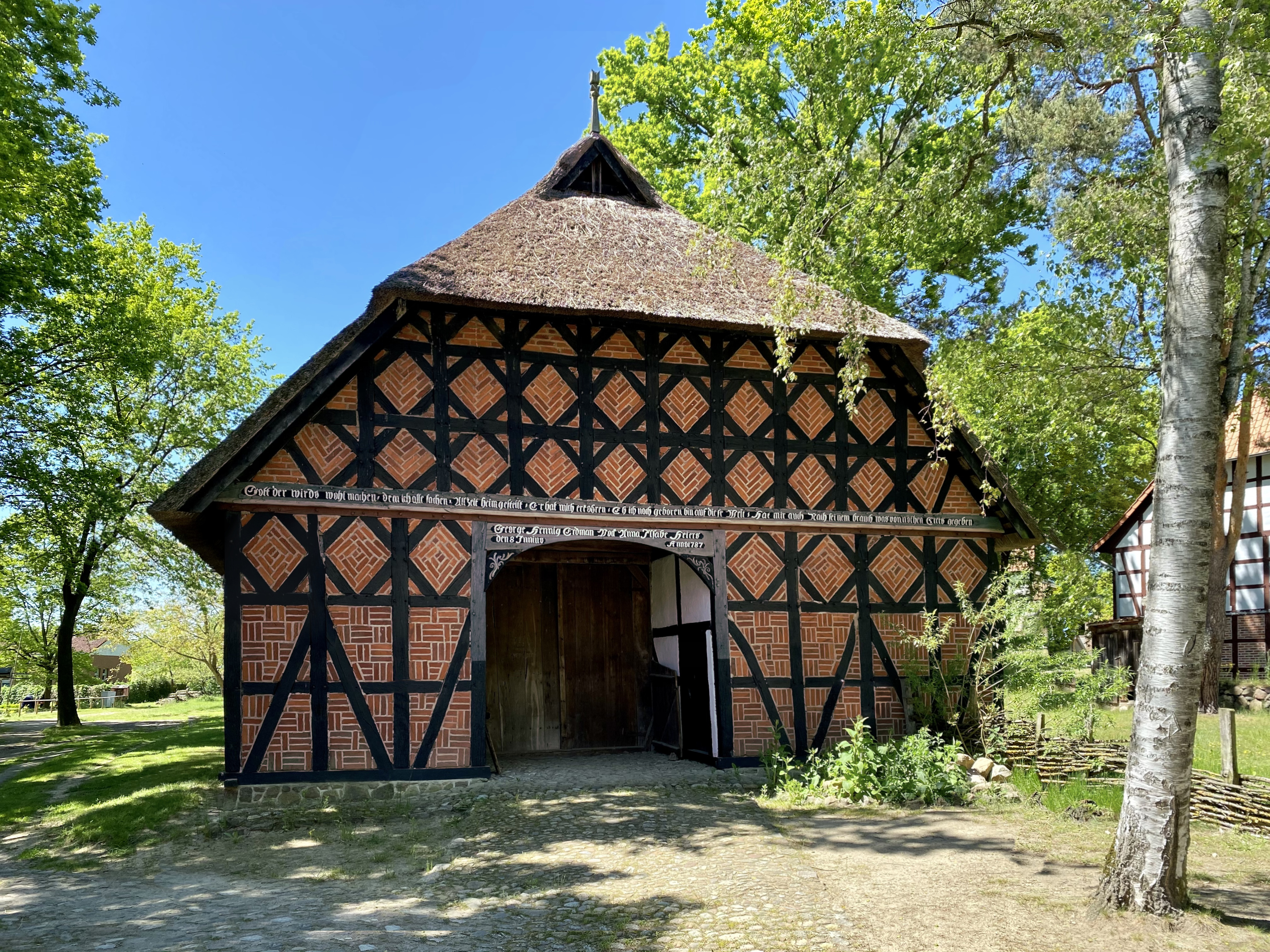
Dieses niederdeutsche Hallenhaus wurde 1787 in Winkelstedt (Dähre) errichtet und in den späten 1920er Jahren nach Diesdorf umgesetzt.

Das Museum wurde bereits 1911 auf Initiative des Diesdorfer Landarztes Dr. Georg Schulze (* 1866; † 1955) gegründet. Gemeinsam mit 20 engagierten Personen bildete er einen Wohlfahrtsverein, der eine Fläche am Ortsrand von der Kirchengemeinde Diesdorf kaufte. Hier sollten ein Badeteich und das Heimatmuseum entstehen. Als erstes Gebäude konnte 1912 ein Backhaus aus Dankensen umgesetzt werden. Im Jahr darauf folgte ein Speicher aus Winkelstedt (Dähre). Gleichzeitig sammelte der Verein landwirtschaftliche Geräte, Möbel, Geschirr und Hausrat aus der Region. 1927 konnte schließlich das Niederdeutsche Hallenhaus aus Winkelstedt erworben und nach Diesdorf versetzt werden. Es ist bis heute eines der Hauptgebäude des Museums. 1932 wurde das Museum eröffnet.
1952 ging das Freibad an die Gemeinde über, das Museum wurde dem Kreis Salzwedel unterstellt. 1954 wurde das Museum dann dem Johann-Friedrich-Danneil-Museum in Salzwedel angegliedert. Seit 1989 ist es wieder eigenständig.
Erster Museumsdirektor war der Kunstmaler Paul Waligora. Ihm folgte 1970 bis 1996 der Museologe Peter Fischer, der als der zweite Gründungsvater des Freilichtmuseums angesehen werden kann. In seiner Zeit konnten 14 Gebäude auf des Museumsgelände versetzt werden. Peter Fischer gelang es nicht nur, Geld und Material für die Errichtung neuer Gebäude zu organisieren, auch das Museumspersonal wurde spürbar aufgestockt. Neben Verwaltungs- und Kassenkräften wurden 1985 schließlich eigene Museumshandwerker sowie ein Agraringenieur angestellt. Noch 1989 wurde das Freilichtmuseum aus dem Verbund mit dem Johann-Friedrich-Danneil-Museum gelöst und wieder eigenständig. Auch nach dem frühen Tod Peter Fischers wurde unter Christiane Lehmann (1998–2002), Friedhelm Heinecke (2002–2015) und Jochen Alexander Hofmann (seit 2015) der Ausbau des Museums fortgesetzt.
Seit 1998 gehört das Freilichtmuseum Diesdorf gemeinsam mit dem Johann-Friedrich-Danneil-Museum Salzwedel und der Langobardenwerkstatt Zethlingen zum Verbund der Museen des Altmarkkreises Salzwedel.